# Troilo - Rivero
Troilo - Rivero   è un album di Aníbal Troilo e Edmundo Rivero, pubblicato nel 1975 su etichetta discografica RCA Victor.
L'album contiene 11 brani del genere tango ed una canzone popolare arrangiata dallo stesso Edmundo Rivero.

## Tracce
Lato A
1. La Viajera Perdida  (E. Maciel, H. P. Blomberg)
2. La Mariposa  (C. E. Flores, Pedro Maffia)
3. Milonga En Negro  (canzone popolare, arr. di E. Rivero)
4. Mi Noche Triste (Samuel Castriota, Pascual Contursi)
5. Sur  (Aníbal Troilo, Homero Manzi)
6. Tú (J. Dames, José María Contursi)

Lato B
1. Tu Perro Pekinés (L. Rubistein)
2. El Último Organito   (Acho Manzi, Homero Manzi)
3. Yira ... Yira  (Enrique Santos Discépolo)
4. El Milagro  (Armando Pontier, Homero Expósito)
5. Los Ejes De Mi Carreta  (Atahualpa Yupanqui, R. Risso)
6. Tu Pálido Final  (A. Roldàn, V. Demarco)